# Tour de Pise
Tour de Pise (französisch für [Schiefer] Turm von Pisa) ist eine 27 m hohe und isolierte Felskuppel, welche die Eismassen im Nordwesten der Rostand-Insel im Géologie-Archipel vor der Küste des ostantarktischen Adélielands durchstößt.
Teilnehmer einer französischen Antarktisexpedition kartierten den Hügel 1951 und gaben ihm seinen deskriptiven Namen.